# Portret młodzieńca z czaszką
Portret młodzieńca z czaszką (niderl. Portret van een jongeman met een schedel) – obraz olejny holenderskiego malarza barokowego Fransa Halsa. Dzieło powstało w latach 1626–1628 i od 1980 roku stanowi własność National Gallery w Londynie. Wystawiane jest pod nazwą Young Man holding a Skull (Vanitas).

## Opis obrazu
Artysta przedstawił młodego mężczyznę, właściwie jeszcze chłopca, który stoi zwrócony twarzą do widza. Na ramionach ma zarzuconą szeroką i pofałdowaną połę płaszcza, a na głowie kapelusz z długim piórem. Jego twarz jest pełna, rumiana i tryskająca świeżością. W lewej ręce trzyma ludzką czaszkę o niepełnym uzębieniu, prawa dłoń skierowana w stronę widza zdaję się opuszczać przestrzeń obrazu. Całość jest oświetlona ostrym światłem padającym z lewej strony. Tło jest nieokreślone ale jasne, płynnie zlewa  się z płaszczem szczególnie z lewej, jaśniejszej strony obrazu. Artysta malował charakterystycznymi dla siebie, śmiałymi pociągnięciami pędzla.

## Interpretacje
Dzieło Halsa nie jest portretem, to typowy vanitas nawiązujący do myśli przewodniej Księgi Koheleta – Vanitas vanitatum et omnia vanitas – Marność nad marnościami i wszystko marność. Zestawienie młodzieńczego piękna z ponurą czaszką stanowi przesłanie moralne o przemijaniu i nietrwałości życia. Radosny i pogodny młody człowiek stanie się kiedyś starcem i także jego dosięgnie śmierć, dlatego nie należy bezsensownie trwonić danego nam czasu.
Teatralna poza młodego człowieka i jego charakterystyczny gest powodowały mylne interpretacje przesłania obrazu. Niektórzy badacze próbowali nawet udowodnić, że artysta przedstawił Hamleta, bohatera znanego dramatu Szekspira. Krytycy sztuki zauważają, że dzieło nawiązuje do twórczości caravaggionistów utrechckich, świadczyć o tym mają rekwizyty i poza modela, jednak brakuje efektów światłocieniowych. Istnieją też pewne podobieństwa do wczesnych prac Rembrandta, który malował w podobny sposób.